# Cattedrale del Sacro Cuore (Yokohama)
La cattedrale del Sacro Cuore è la sede del vescovo della Diocesi di Yokohama, Giappone. La diocesi di Yokohama include le prefetture di Kanagawa, Shizuoka, Nagano e Yamanashi. La cattedrale è anche conosciuta localmente come "Chiesa cattolica Yamate" (in giapponese カトリック山手教会?).

## Storia

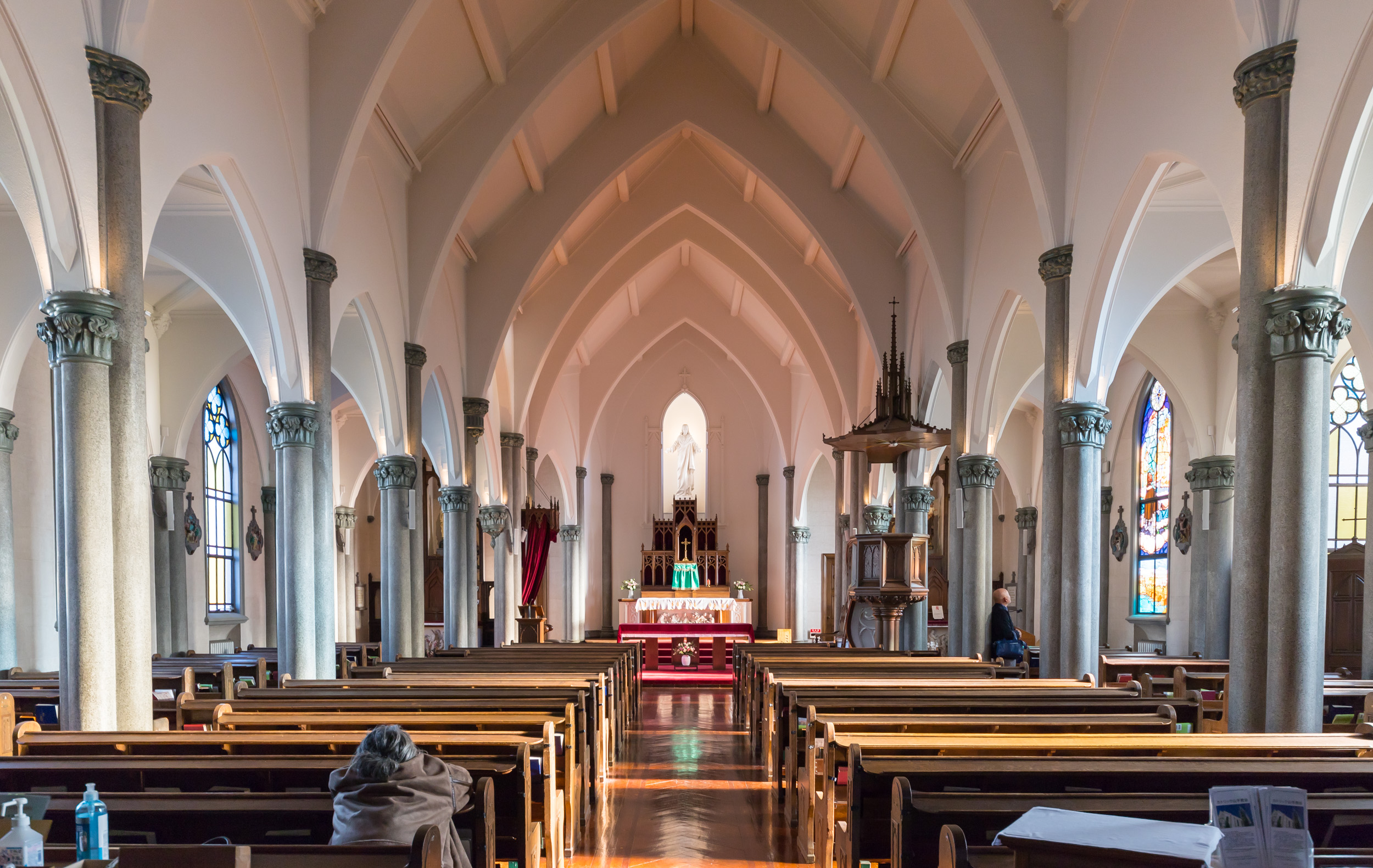
Interno

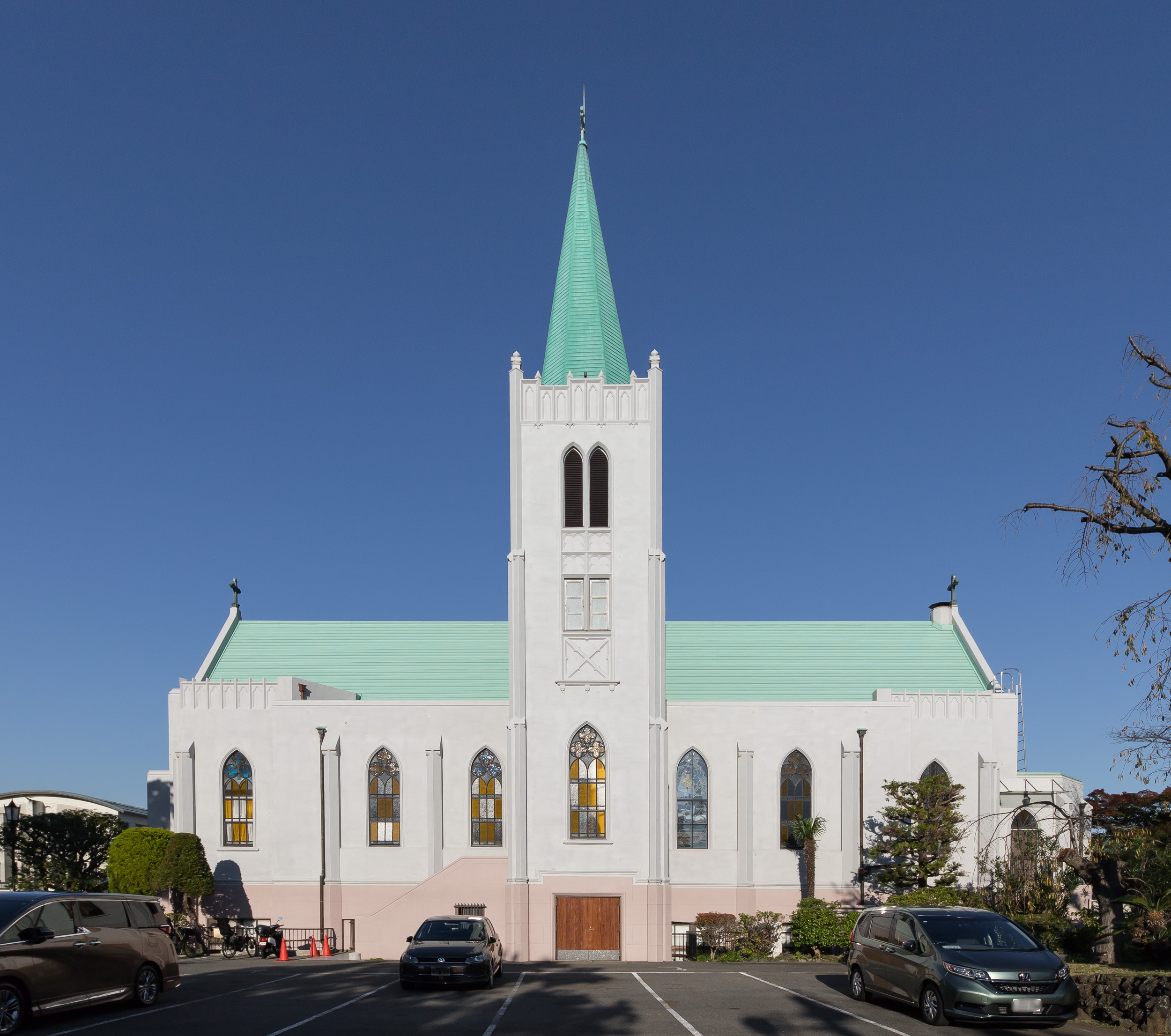
Veduta laterale della cattedrale

Immediatamente dopo l'allentamento del divieto di pratica della fede cristiana in Giappone, venne costruita una chiesa cattolica nel 1862 da parte della Società per le missioni estere di Parigi nell'insediamento straniero di Yokohama. La chiesa fu spostata nella posizione attuale nel 1906, fu edificata interamente in mattoni ed era dotata di due campanili. Il grande terremoto del Kantō del 1923 la distrusse completamente. L'odierna Chiesa cattolica Yamate è stata progettata dall'architetto ceco Jan Josef Švagr in stile neogotico e fu completata nel 1933. Quando fu istituita la diocesi di Yokohama nel 1937, la chiesa Yamate divenne la sua cattedrale.